# Barakat Mubarak Al-Harthi
Barakat Mubarak Al-Harthi (født 15. juni 1988) er en omansk atlet, der konkurrerer i sprint.
Han repræsenterede Oman ved sommer-OL 2012, hvor han blev elimineret i de indledende runder på 100 meter.
Han deltog i verdensmesterskaberne i atletik 2009, og verdensmesterskaberne i atletik 2013, og under verdensmesterskaberne i atletik 2015.